# نایدانگین توشینبایار
نایدانگین توشینبایار (مغولی: Найдангийн Түвшинбаяр؛ زادهٔ ۱ ژوئن ۱۹۸۴) جودوکار اهل مغولستان است.
وی در مسابقات کشوری و بین‌المللی در مجموع برندهٔ ۳ مدال طلا، ۲ مدال نقره، ۴ مدال برنز شده‌است.
توشینبایار به دلیل به قتل رساندن دوست خود اردنبیلگین انخبات در ۲ آوریل ۲۰۲۱ به ۱۶ سال زندان محکوم شده‌است.